# 100 Jahre Deutsche Eisenbahnen
100 Jahre Deutsche Eisenbahnen waren der Titel einer Jubiläumsausstellung und eines dieses Ereignis begleitenden Festprogramms, die 1935 in Nürnberg stattfanden, wobei der zeitlicher Bezugspunkt der Ausstellung die Eröffnung der Ludwigseisenbahn von Nürnberg nach Fürth am 7. Dezember 1835 war.

## Ausstellung

### Fahrzeugausstellung

Fahrzeugausstellung in der Umschlaghalle des Güterbahnhofs Nürnberg Süd

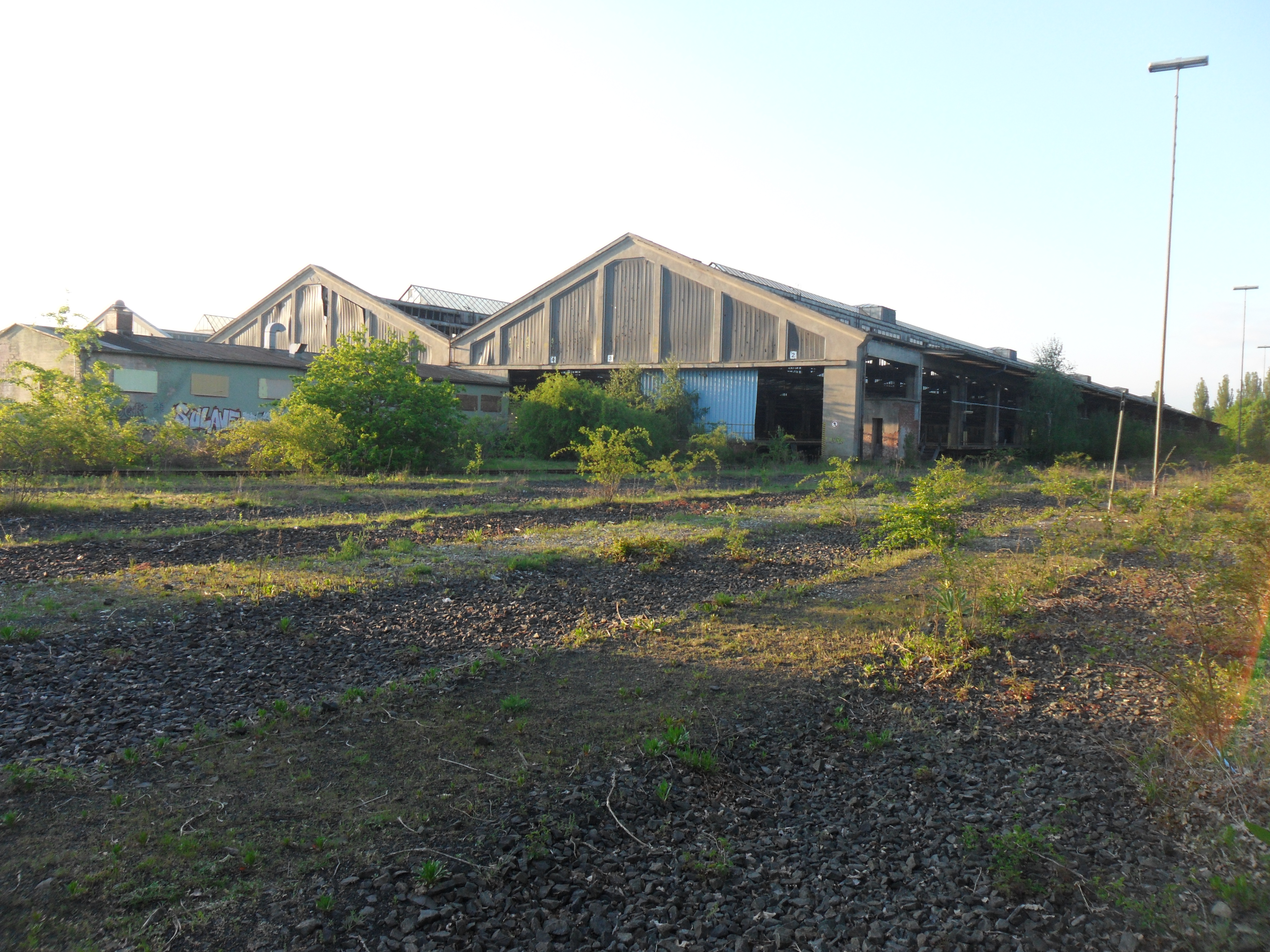
Ausstellungshallen von 1935, Außenansicht, 2011

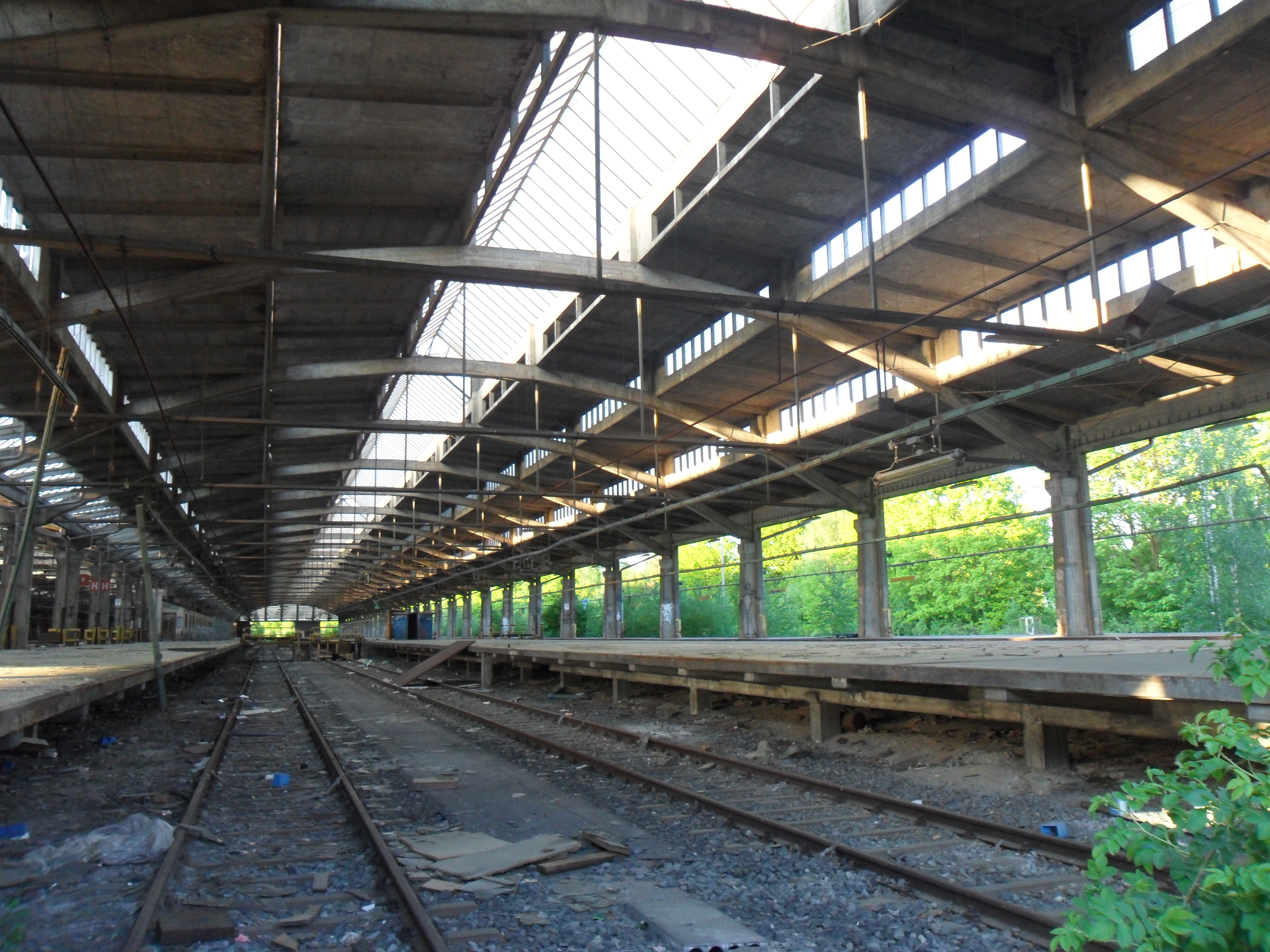
Ausstellungshallen von 1935, Innenansicht, 2011

Die Ausstellung wurde am 14. Juli 1935 durch den Generaldirektor der Deutschen Reichsbahn, Julius Dorpmüller, in Anwesenheit des Reichsverkehrsminister Paul von Eltz-Rübenach und des Gauleiters von Mittelfranken, Julius Streicher, eröffnet. Sie fand im damals neuen Güterbahnhof Nürnberg Süd und im Verkehrsmuseum Nürnberg statt. Dessen Sammlung wurde für das Jubiläum neu präsentiert. Die Reichsbahn bewarb die Ausstellungshallen mit: „In der neuesten Umladehalle Deutschlands, nahe dem Parteitaggelände“. Die Hallen wiesen etwa 1000 m überdachte Gleisen auf. Die Hälfte der Gleise wurde abgedeckt, so dass die Besucher die Fahrzeuge gut von beiden Seiten besichtigen konnten. In einem Anbau wurden weitere Ausstellungsräume geschaffen, die Modelle und kleinere Ausstellungsstücke aufnahmen und in denen statistische Informationen präsentiert wurden. Neben den Umladehallen fand die Ausstellung auch auf einem südlich und westlich davon angelegten Freigelände statt. Dort befand sich auch eine Ausstellung zum Eisenbahn-Oberbau.
Gezeigt wurden historische und moderne Fahrzeuge, im Freigelände etwa die neuesten Schnellzuglokomotiven. Weiter zu sehen waren unter anderem:
- der „Fliegende Hamburger“,
- die Fahrzeuge des Rheingold-Zuges,
- der Henschel-Wegmann-Zug,
- der Gläserne Zug,
- ein elektrischer Triebwagen der DR-Baureihe ET 11,
- ein Dieseltriebwagen 2. und 3. Klasse der Bauart Leipzig,
- Spezialfahrzeuge
- Güterwagen,
- aber auch Straßenfahrzeuge, insbesondere Omnibusse für den Reichsbahn-Kraftverkehr.

### Beiprogramm

Bahnsteig für den Adler-Zug während der Ausstellung

Werbung für die Ausstellung im Amtsblatt der Reichsbahndirektion Mainz

An einem besonderen Bahnsteig hielt für Publikumsmitfahrten der für die Ausstellung gefertigte, fahrfähige Nachbau des Adlers, der ersten Lokomotive, die in Deutschland gefahren war. Die Lokomotive zog ebenfalls nachgebaute Personenwagen und verkehrte auf einem eigens dafür errichteten Rundkurs um das Ausstellungsgelände. Fahrkarten dafür kosteten 10 und 15 Reichspfennig.
Es wurden Vorführungen einer Schnellzuglokomotive der Baureihe 01 und Demonstrationen der Zugbeeinflussung angeboten. Bei beiden Aktivitäten war auch gegen Gebühr eine Mitfahrt möglich.
Weiter gab es noch eine Ausstellung „Kunst und Eisenbahn“ in der Norishalle.
Der anlässlich des Jubiläums hergestellte Film Das Stahltier wurde nicht gezeigt, sondern sofort nach Fertigstellung verboten. Reichsbahn und Propagandaminister Joseph Goebbels fanden ihn zu wenig nationalsozialistisch.

### Abschluss
Die Ausstellung hätte schon im September schließen sollen, wurde aber bis zum 13. Oktober 1935 verlängert. Sie hatte eine halbe Million Besucher.
Zum Abschluss der Ausstellung fand am 13. Oktober ein großer Festzug in Nürnberg statt, an dem 10.000 Eisenbahner in historischen Uniformen teilnahmen.
Nach Schluss der Ausstellung standen die Fahrzeuge noch bis zur großen Fahrzeugparade im Dezember in der Umladehalle. Die Fahrzeugparade fand am 8. Dezember 1935, also exakt einen Tag nach dem hundertjährigen Jubiläum der ersten deutschen Eisenbahnfahrt statt. Westlich der Katzwanger Straße nahm Adolf Hitler zusammen mit Julius Dorpmüller und geladener Prominenz aus dem In- und Ausland die Fahrzeugparade ab, womit das Jubiläumsprogramm beendet war.

## Literatur

Festschrift Hundert Jahre deutsche Eisenbahnen

## Film
- Reichsbahn-Filmstelle: Die Jahrhundertfeier der Deutschen Eisenbahnen; abgerufen am 25. Juli 2020 (Dieses Video wurde entfernt, weil es gegen die YouTube-Richtlinien zu Hassreden („Hate Speech“) verstößt).